# Srbska kuhinja
Kulinarika Srbije (srbsko српска кухиња, srpska kuhinja) je balkanska kuhinja, ki je sestavljena iz kulinaričnih metod in tradicije Srbije. Njene korenine so v srbski zgodovini, vključno z stoletji kulturnega stika in vpliva z Grki, Bizantinci, Osmani, razpadlo državo Jugoslavijo in balkanskimi sosedami Srbije. Zgodovinsko gledano je bil za srbsko hrano značilen močan vpliv bizantinske (grške) in sredozemske kuhinje, pa tudi vzhodnoevropske) in v manjši meri srednjeevropske kuhinje.Serbian 6 beers.JPG.
Srbska vlada je sprejela zakone, ki prepovedujejo proizvodnjo in uvoz gensko spremenjenih živil, zakonodajna odločba, ki je povzročila dolgotrajne spora s Svetovno trgovinsko organizacijo, ki preprečuje Srbijo, da bi se lahko pridružila STO.

## Galerija
- Tipična srbska božična večerja
- Srbska valjana pita.
- Velikonočna jed
- Proja
- Burek z jogurtom
- Kiflice
- Kačamak
- Popara
- Kajgana
- Paradižnikova juha
- Jagnječeva juha
- Đuveč
- Karađorđeva šnicla z ajvarjem
- Moussakka
- Ajvar
- Gibanica
- Palačinke (z Nutelo)
- Slavski kolač
- Srbska kava
- Srbsko belo vino
- Različna srbska piva